# Reforma constitucional inconstitucional
Una reforma o enmienda constitucional inconstitucional es un concepto de revisión judicial basado en la idea de que incluso una reforma o enmienda constitucional debidamente aprobada y ratificada, específicamente una que no esté explícitamente prohibida por el texto de una Constitución, puede ser inconstitucional por motivos sustantivos, a diferencia de los procesales; por ejemplo, debido a que esta reforma entra en conflicto con alguna norma, valor y/o principio constitucional o incluso extraconstitucional. Como indicó el académico jurídico israelí Yaniv Roznai (2017), la doctrina de la enmienda constitucional inconstitucional ha sido adoptada por varios tribunales y juristas en varios países a lo largo de la historia. Si bien esta doctrina generalmente se ha aplicado específicamente a las enmiendas constitucionales, han existido movimientos y propuestas para aplicar también esta doctrina a las secciones originales de una Constitución.

## Concepto y origen en Estados Unidos

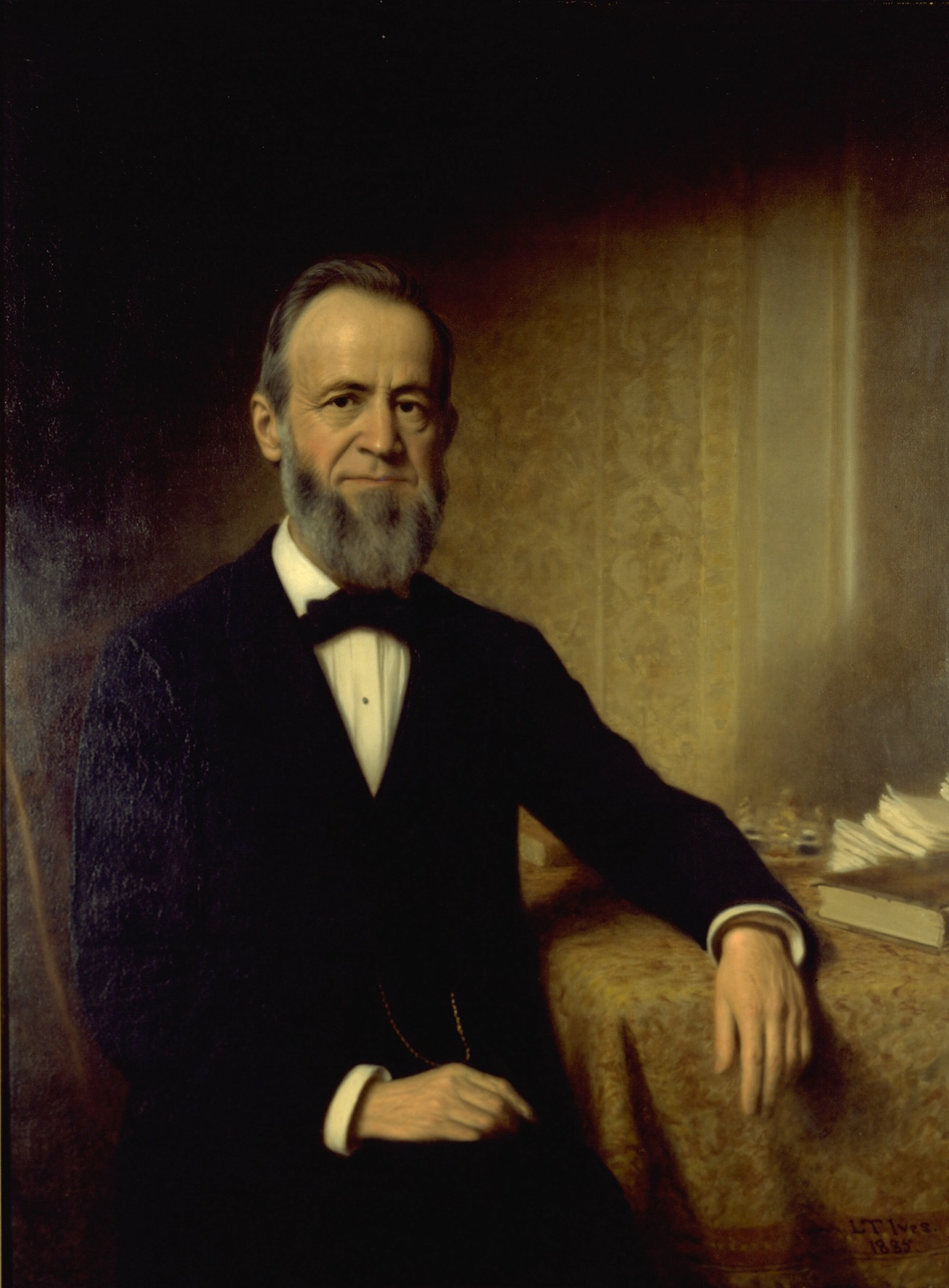
En 1893, el jurista estadounidense Thomas M. Cooley respaldó la idea de límites implícitos al poder de enmienda constitucional de los Estados Unidos.

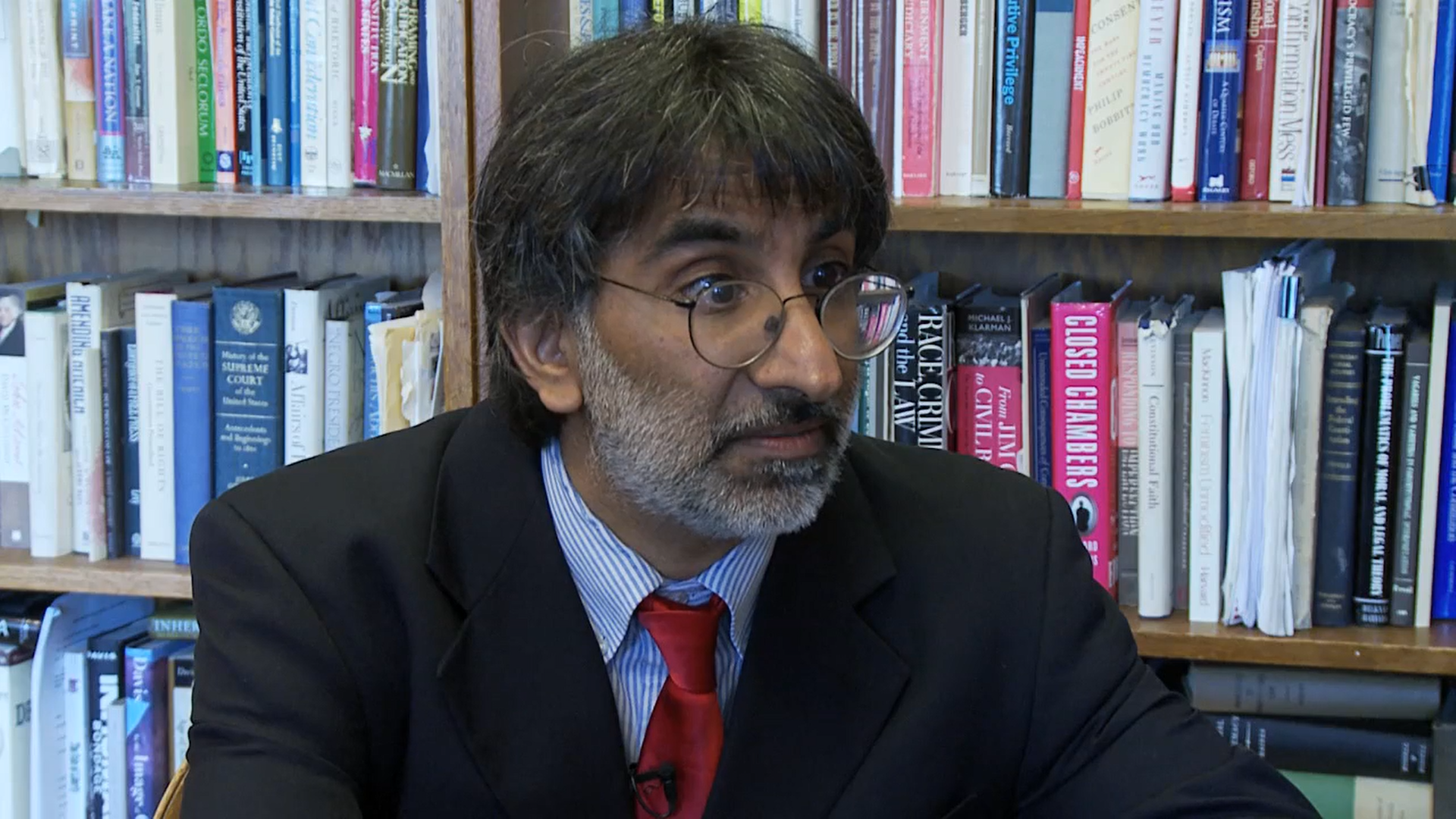
Akhil Amar sostiene que una enmienda que suprima la libertad de expresión sería inconstitucional.

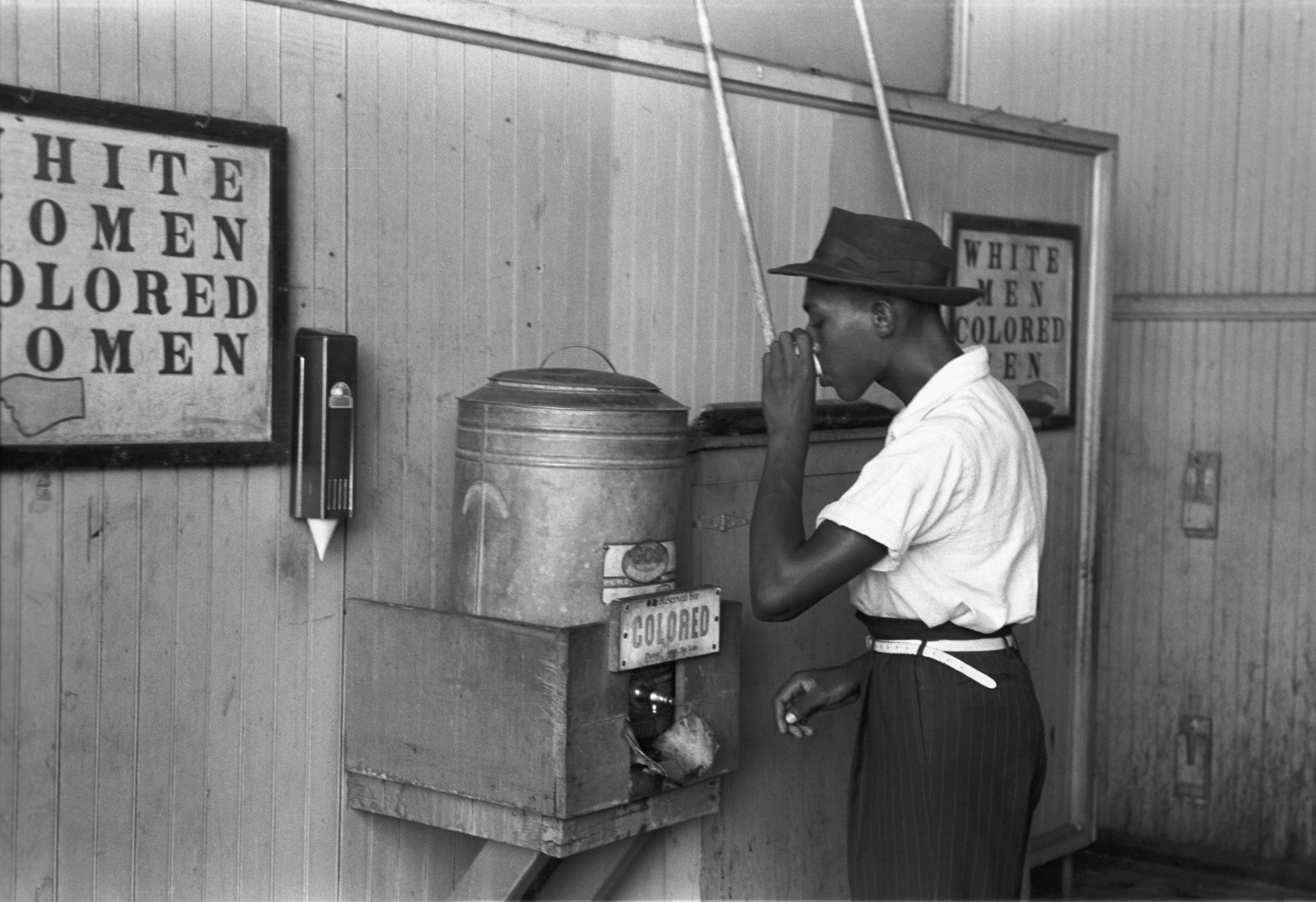
Richard George Wright sostiene que una enmienda que consolidara la supremacía blanca y reintrodujera la segregación sería inconstitucional.

Dado que la Constitución de los Estados Unidos está codificada y no hay límites a las enmiendas que se encuentran en el artículo V (excluyendo la única cláusula intangible que queda), la capacidad y la voluntad de la Corte Suprema de los Estados Unidos para revocar cualquier enmienda constitucional es cuestionable. Ninguna enmienda constitucional federal en los Estados Unidos ha sido nunca declarada inconstitucional por un tribunal. A diferencia de las constituciones no codificadas de muchos otros países, como Israel y el Reino Unido, la Constitución estadounidense codificada establece altos estándares para las enmiendas, pero no impone límites al contenido de estas. Además, las enmiendas a la Constitución son extremadamente raras; la última enmienda a la Constitución (excepto las enmiendas aprobadas originalmente en el siglo XVIII) fue ratificada en la década de 1970. Sin embargo, algunos juristas apoyan la posibilidad de enmiendas inconstitucionales.
La idea de una enmienda constitucional inconstitucional ha existido al menos desde la década de 1890; fue adoptada por el entonces presidente de la Corte Suprema de Míchigan, Thomas M. Cooley, en 1893 y el jurista estadounidense Arthur Machen en 1910 (en el caso de Machen, al argumentar que la decimoquinta enmienda podría ser inconstitucional). Esta teoría se basa en la idea de que existe una diferencia entre reformar una constitución particular (en otras palabras, el poder de enmienda de la constitución o el poder constituyente secundario) y revisarla hasta tal punto que sea esencialmente una nueva constitución (en otras palabras, el poder constitucional o el poder constituyente primario). Los defensores de esta idea ven el primero como aceptable mientras que el segundo es inaceptable (incluso si la constitución existente en realidad no prohíbe explícitamente hacer lo segundo a través de su proceso de reforma) a menos que el pueblo realmente adopte una nueva constitución utilizando su poder constitucional. Cooley insistió en que las enmiendas «no pueden ser revolucionarias; deben estar en armonía con el cuerpo del instrumento». Profundizando en este punto, Cooley argumentó que «una enmienda que convierta un gobierno republicano democrático en una aristocracia o una monarquía no sería una enmienda, sino más bien una revolución «que requeriría la creación y adopción de una nueva constitución incluso si el texto de la constitución existente en realidad no prohibía tal enmienda».
En un artículo de revisión jurídica de 1991, el profesor de derecho estadounidense Richard George Wright sostiene que si una enmienda constitucional deja una constitución en tal estado, que es «restos humeantes y sin sentido» y extremadamente inconsistente e incoherente internamente, entonces tal reforma debería efectivamente ser declarada inconstitucional. Wright compara esto con un escenario en el que un cuerpo rechaza un trasplante de tejido debido a que este es extremadamente incompatible con el cuerpo al que se injerta, lo que desencadena una respuesta inmune por parte del cuerpo. En la analogía de Wright, la constitución es el cuerpo y la enmienda es un trasplante de tejido y, si bien ambas pueden existir pacíficamente por separado, no pueden existir pacíficamente juntas. Si bien Wright rechaza la idea de que ciertas enmiendas hipotéticas específicas sean inconstitucionales (como una enmienda que suprima uno o más estados de Estados Unidos), está de acuerdo con la opinión del profesor de derecho de Yale, Akhil Amar, de que una enmienda constitucional hipotética que suprima por completo la libertad de expresión sería inconstitucional porque tal reforma también socavaría muchas otras disposiciones constitucionales de los Estados Unidos y, por lo tanto, «dejaría en pie sólo una estructura constitucional inconexa, inviablemente insuficiente y fragmentaria». Una modificación de este tipo no sólo entraría en conflicto con las disposiciones de la primera enmienda (de hecho, tal anulación no es algo inaudito), sino también con una multitud innumerable de otras disposiciones constitucionales de los Estados Unidos. Wright también está de acuerdo con la opinión del profesor de derecho estadounidense Walter F. Murphy de que una enmienda constitucional que consagre legalmente la supremacía blanca, limite el derecho al voto a los blancos, requiera que tanto los gobiernos estatales como los federales segreguen las instituciones públicas y autorice otras discapacidades legales que claramente ofenden e incluso nieguen la dignidad humana de los no blancos sería inconstitucional porque —a pesar de la compatibilidad de tal enmienda con la Constitución de los Estados Unidos anterior a la guerra civil— «entra en conflicto fundamental e irreconciliablemente con prácticamente todas las concepciones del valor constitucional comúnmente citado de la igualdad».
En un artículo de 2015, Yaniv Roznai sostiene que cuanto más se parece la expresión del poder constituyente secundario (como en el poder de enmienda de la constitución) a la expresión de un poder constituyente primario democrático, menos debería estar sujeto a limitaciones (ya sea explícito o implícito) y viceversa —cuanto menos se parezca el poder constituyente secundario al poder constituyente primario y cuanto más se parezca el poder constituyente secundario a un poder legislativo ordinario, más debería estar sujeto a limitaciones, ya sean explícitas o implícitas—. Una variación de este argumento también fue respaldada en 2013 por Carlos Bernal-Pulido. Mientras tanto, en una reseña de 2018 del libro de Yaniv Roznai de 2017 sobre enmiendas constitucionales inconstitucionales, Joel Colón-Ríos argumentó que la doctrina de la enmienda constitucional inconstitucional sólo debería aplicarse en jurisdicciones donde el proceso de elaboración de la constitución fuera de hecho fuertemente democrático y fuertemente inclusivo –algo que Colón-Ríos señaló que en realidad no es cierto para los procesos mediante los cuales se elaboraron y ratificaron muchas constituciones actualmente existentes. Además, Colón-Ríos especuló sobre si la distinción entre el poder constituyente primario y el poder constituyente secundario puede realmente sostenerse en todos los casos en que el poder constituyente secundario es tan democrático (como en una expresión genuina de la voluntad del pueblo) o incluso más democrático que el poder constituyente primario —por ejemplo, si una expresión del poder constituyente secundario implica la convocatoria de una asamblea constituyente o convención constitucional democrática e inclusiva, mientras que una expresión del poder constituyente primario no—. En el mismo artículo, Colón-Ríos cuestionó si las jurisdicciones con constituciones que carecen de un mecanismo legal para resucitar el poder constituyente primario deberían rechazar categóricamente la doctrina de la enmienda constitucional inconstitucional, ya que el uso e invocación de esta doctrina en estas jurisdicciones significaría que ciertos principios constitucionales sólo serían capaces de ser cambiados o alterados mediante la revolución.
En una reseña del libro de Roznai de 2018, Adrienne Stone sostiene que hay argumentos sólidos para afirmar que sería inconstitucional una enmienda que transforme una constitución en alguna entidad distinta de una ley fundamental —por ejemplo, eliminar el estado de derecho—.  De lo contrario, según Stone, el concepto de constitución carecería de sentido. Sin embargo, Stone es mucho más crítica con la afirmación de Roznai de que son inconstitucionales los cambios constitucionales que alteran la identidad de una constitución y al mismo tiempo le permiten seguir siendo una constitución —simplemente una constitución diferente de lo que era cuando se creó por primera vez—.  Después de todo, Stone sostiene que la extrema maleabilidad de una constitución particular —el rechazo de una particular a la doctrina de enmienda constitucional inconstitucional— puede considerarse en sí misma parte de la identidad de esa constitución, lo que hace inadecuado que los tribunales la alteren. Stone también argumenta que la cuestión de si una enmienda constitucional es realmente inconstitucional no sólo debe decidirse basándose en si el proceso de enmienda constitucional fue democrático, inclusivo y deliberativo, sino también en si el proceso de elaboración de la constitución fue tan democrático, inclusivo y deliberativo como fue el proceso de enmienda constitucional. Stone utiliza su país de origen, Australia, como ejemplo de que el proceso de enmienda de la constitución fue más democrático y, por lo tanto, una mejor representación de la voluntad del pueblo que el proceso de elaboración de la constitución, ya que en el momento en que se redactó la Constitución de Australia, por la década de 1890, tanto los aborígenes australianos como las mujeres fueron excluidos del proceso de elaboración —mientras que ambos grupos participan plenamente en cualquier proceso de enmienda en el siglo XXI—. Stone sostiene que, en los casos en que el proceso de enmienda constitucional es más democrático e inclusivo —por tanto, más legítimo— que el proceso de elaboración de la constitución, sería permisible promulgar incluso cambios constitucionales transformadores a través del proceso de enmienda de la constitución (en oposición a un nuevo proceso de elaboración de una constitución).

## Situación por país

### Países que adoptaron esta teoría

#### Alemania
La Alemania contemporánea surgió de las cenizas de la Segunda Guerra Mundial y de la experiencia totalitaria del nazismo. Basándose en el legado de la Constitución de Weimar y especialmente en la corrección de sus defectos, nació en 1949 la República Federal de Alemania (como Alemania Occidental) y el Tribunal Constitucional Federal ha estado activo desde 1951. La jurisdicción del tribunal se centra en cuestiones constitucionales y el cumplimiento de la Constitución por parte de todas las instituciones gubernamentales. Tanto las leyes ordinarias como  constitucionales y sus enmiendas aprobadas por el Parlamento están sujetas a su revisión judicial, ya que tienen que ser compatibles con los principios de la Ley Fundamental de la República Federal de Alemania definidos por la cláusula de eternidad (Ewigkeitsklausel). 

#### Argentina
Diversos cuestionamientos se han realizado a la reforma constitucional de 1994. El de mayor trascendencia institucional es la declaración de nulidad parcial de la Constitución, dispuesta en los casos de los miembros de la Corte Suprema Carlos Fayt (1999) y Elena Highton de Nolasco (2017), resueltos por la Corte Suprema en el primer caso, y en el segundo caso por un juez de primera instancia en sentencia definitiva, por falta de apelación del Estado. En ambos casos el Poder Judicial resolvió que la reforma constitucional que estableció el límite de edad para los jueces en 75 años (art. 99, inciso 4) era inconstitucional y nula de nulidad absoluta, debido a que la Ley 24.309, que declaró la necesidad de la reforma, no habilitó la reforma del carácter vitalicio del mandato de los jueces.
Los casos «Fayt» y «Highton de Nolasco» abrieron la posibilidad de que otras normas de la Constitución pudieran ser declaradas inconstitucionales por los jueces.

#### Ecuador
En diciembre de 2015, la Asamblea Nacional aprobó con una votación de 100 votos, de 109 presentes, un total de doce enmiendas constitucionales, incluyendo, entre otras: reelección inmediata sin límites, cambios en las competencias municipales, rol de las Fuerzas Armadas en la seguridad interna, entre otras.
Enmiendas vigentes entre 2015 y 2018:
1. Seguridad social militar y policial: El Estado garantiza el pago de tales pensiones jubilares. Art. 370.
2. Competencias de la Contraloría: Arts. 211 y 212.
3. Transfiere los obreros del sector público desde el Código de Trabajo hacia la Ley Orgánica de Servicio Público. Art. 229 y 326.
4. Se declara a la comunicación un servicio público. Art. 384.
5. Es atribución del Estado central la infraestructura de salud y educación, no de municipios. Arts. 261 y 264.
6. Edad para ser candidato a Presidente se redujo a 30 años. Art. 142.
7. Misión de las FFAA en la seguridad interna. Art. 158.
8. Los fondos previsionales del IESS no son provisionales. Art. 372.
9. La consulta popular seccional es sobre asuntos de competencia seccional. Art. 104.

#### El Salvador
En 2013, la Sala de lo Constitucional de la Corte Suprema de Justicia de El Salvador declaró por primera vez inconstitucional un acuerdo legislativo de reforma a la Constitución. La reforma constitucional es una potestad de la Asamblea Legislativa, no sujeta a revisión previa por la Sala de lo Constitucional, sin más límites que los fijados en el artículo 248 de la Constitución, por lo que la Fiscalía General de la República sostuvo que la Sala carecía de «competencia objetiva» para invalidar reformas constitucionales. Los magistrados respondieron en que esa interpretación caía en «literalismo» y que el acuerdo legislativo «suprime un derecho que ya había regulado en [otra] sentencia», manteniéndose firmes en su resolución. Posteriormente, en 2017 y 2018 dos reformas constitucionales fueron anuladas principalmente por defectos de forma.

#### Honduras
Fallo favorable de la Corte Suprema de Justicia a recursos de inconstitucionalidad el 22 de abril de 2015.
Se declaran inaplicables:
- El numeral 5 del artículo 42, que indica la pérdida de la ciudadanía por «incitar, promover o apoyar el continuismo o la reelección del presidente de la República».
- El artículo 239, que prohíbe la reelección del presidente de la República o su elección como designado presidencial, y dispone un castigo para quienes propongan su reforma.
- El último párrafo del artículo 4, que dice: «La alternabilidad en el ejercicio de la Presidencia de la República es obligatoria. La infracción de esta norma constituye delito de traición a la Patria».
- La parte del artículo 374 que prohíbe reformar los artículos concernientes «al período presidencial, a la prohibición para ser nuevamente presidente de la República, el ciudadano que lo haya desempeñado bajo cualquier título y el referente a quienes no pueden ser presidentes de la República por el período subsiguiente».

Este caso fue novedoso en el sentido de que un alto tribunal declaró inconstitucional una parte original de una constitución y no una enmienda constitucional.

#### India

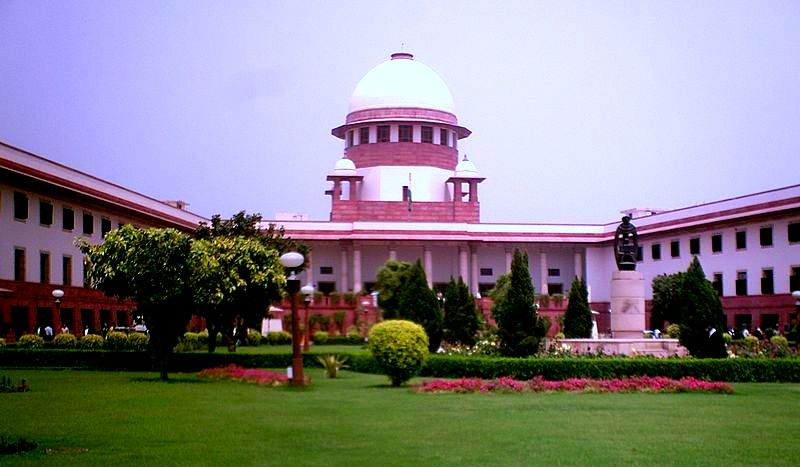
Hace varias décadas, la Corte Suprema de la India adoptó la teoría inconstitucional de la enmienda constitucional.

En las décadas de 1960 y 1970, la Corte Suprema de la India articuló la doctrina de la estructura básica, es decir, la idea de que una enmienda constitucional que viole la estructura básica de la Constitución de la India debería ser declarada inconstitucional. Esto supuso un cambio significativo con respecto a 1951, cuando la Corte Suprema declaró que el poder de enmienda constitucional era ilimitado.

### Israel
Israel no cuenta con una constitución codificada; su marco legal está codificado en una serie de leyes fundamentales cuasiconstitucionales.
En julio de 2023, la coalición gobernante, liderada por el primer ministro Benjamín Netanyahu, aprobó una enmienda a la Ley del Sistema Judicial, que define las competencias de este poder del Estado. La enmienda habría limitado las facultades de la Corte Suprema de Israel para revocar la legislación que considere contraria a las leyes fundamentales, lo que resultó ser muy controvertida y provocó protestas generalizadas en el país.
El 1 de enero de 2024, la Corte Suprema dictaminó, por 12 votos a favor y 3 en contra, que podía rechazar enmiendas a las leyes fundamentales en circunstancias «extremas». Esa enmienda específica fue revocada por 8 votos a favor y 7 en contra. En la decisión, los magistrados señalaron que la reforma judicial pondría en peligro la característica fundamental de Israel como país democrático.

#### Italia
Al igual que Alemania, la República Italiana nació del fascismo. La Constitución de Italia, vigente desde 1948, es en gran medida modificable; sin embargo, el Tribunal Constitucional de Italia (activo desde 1955) decide sobre la constitucionalidad tanto de las leyes ordinarias como de las leyes constitucionales, por ejemplo, en lo que respecta a los derechos humanos inviolables, destacados por el artículo 2 de la Constitución. La sentencia del Tribunal Constitucional es definitiva e inapelable.
Un ejemplo de enmienda constitucional inconstitucional es la forma republicana del gobierno de Italia, que está explícitamente protegida por una cláusula intangible y es imposible de modificar.

#### Taiwán (República de China)
Aunque la Constitución de la República de China no menciona la revisión judicial de las enmiendas constitucionales, en la Interpretación n.º 499, el Consejo de Grandes Jueces (Tribunal Constitucional) declaró inconstitucional una enmienda constitucional y la derogó. Esto sentó el precedente de la revisión judicial de las enmiendas constitucionales en la República de China de Taiwán.

### Países que rechazaron esta teoría

#### Finlandia
El Parlamento de Finlandia goza de soberanía parlamentaria: sus actos no están sujetos a revisión judicial y no pueden ser revocados por ningún tribunal, por lo que la constitucionalidad de una enmienda constitucional es una cuestión puramente política. Una supermayoría de cinco sextos (5⁄6) puede promulgar inmediatamente una enmienda constitucional de emergencia. En 1973, el  presidente Urho Kekkonen solicitó una extensión de su mandato de cuatro años mediante una enmienda constitucional de emergencia, para evitar la celebración de elecciones presidenciales. Logró persuadir al opositor Partido de Coalición Nacional y el Partido Popular Sueco para que votaran a favor de la enmienda y obtuvo su prórroga.
Finlandia ha tenido durante la mayor parte de su independencia un sistema semipresidencial, pero en las últimas décadas los poderes del presidente se han visto disminuidos. Las enmiendas constitucionales, que entraron en vigencia en 1991 y 1992, así como la constitución redactada más recientemente en 2000 (enmendada en 2012), han convertido a la presidencia en un cargo principalmente ceremonial.

#### México
Las reformas constitucionales federales en México están reguladas por el artículo 135 de la Constitución Política de los Estados Unidos Mexicanos de 1917, con modificaciones en 1966, que restringe los actores de redacción al Congreso de la Unión y los congresos estatales, sin que mencione revisión judicial previa o medios impugnación. El artículo 105 fracción II, que se refiere a la intervención de la Suprema Corte de Justicia de la Nación en controversias constitucionales, sólo permite la revisión judicial de leyes federales, locales y electorales y tratados internacionales, lo impide que interfiera en el proceso de reforma constitucional definido en el citado artículo 135.
En septiembre de 2024 se aprobaron una serie de enmiendas constitucionales que reestructuraron el poder judicial mexicano, con el que México se convirtió en el primer país en tener elecciones para todos los jueces. Enfrentó una fuerte resistencia por parte de partidos políticos de oposición, trabajadores judiciales y organizaciones internacionales, quienes argumentaron que amenazaba la independencia judicial. En octubre de 2024 los partidos de oposición presentaron recursos de inconstitucionalidad contra la reforma, que fueron agrupadas en la Acción de inconstitucionalidad 164/2024 ante la Suprema Corte de Justicia de la Nación. En respuesta, el ministro de la Suprema Corte, Juan Luis González Alcántara Carrancá, publicó un proyecto de dictamen que proponía declarar inconstitucional la elección popular de jueces federales y mantener al mismo tiempo la disposición en el caso de los ministros de la Suprema Corte y magistrados electorales. Tanto el Congreso liderado por el oficialista Morena y la presidenta Claudia Sheinbaum anunciaron su intención de ignorar el fallo, con el argumento de que la Suprema Corte carecía de autoridad para decidir sobre la constitucionalidad de las enmiendas constitucionales. El 5 de noviembre de 2024, la Suprema Corte inició las deliberaciones sobre el proyecto de dictamen, que requería una mayoría calificada de ocho ministros para su aprobación. Durante el debate un grupo de ministros se opusieron a la idea de que la Suprema Corte tenía competencia para pronunciarse sobre reformas constitucionales. La votación final fue de 7 a 4, lo que resultó en el rechazo del proyecto de dictamen.

#### Reino Unido
La Constitución del Reino Unido no está estrictamente codificada a diferencia de la de muchas otras naciones. Esto permite cambiar fácilmente la constitución, ya que no hay disposiciones formalmente consagradas. El Reino Unido tiene una doctrina de soberanía parlamentaria, por lo que la Corte Suprema del Reino Unido (activa desde 2009) está de hecho limitada en sus poderes de revisión judicial, ya que no puede revocar ninguna legislación primaria promulgada por el Parlamento del Reino Unido y cualquier ley pueden pasar a formar parte de las fuentes constitucionales del Reino Unido sin un escrutinio vinculante.

## Posibles aplicaciones futuras

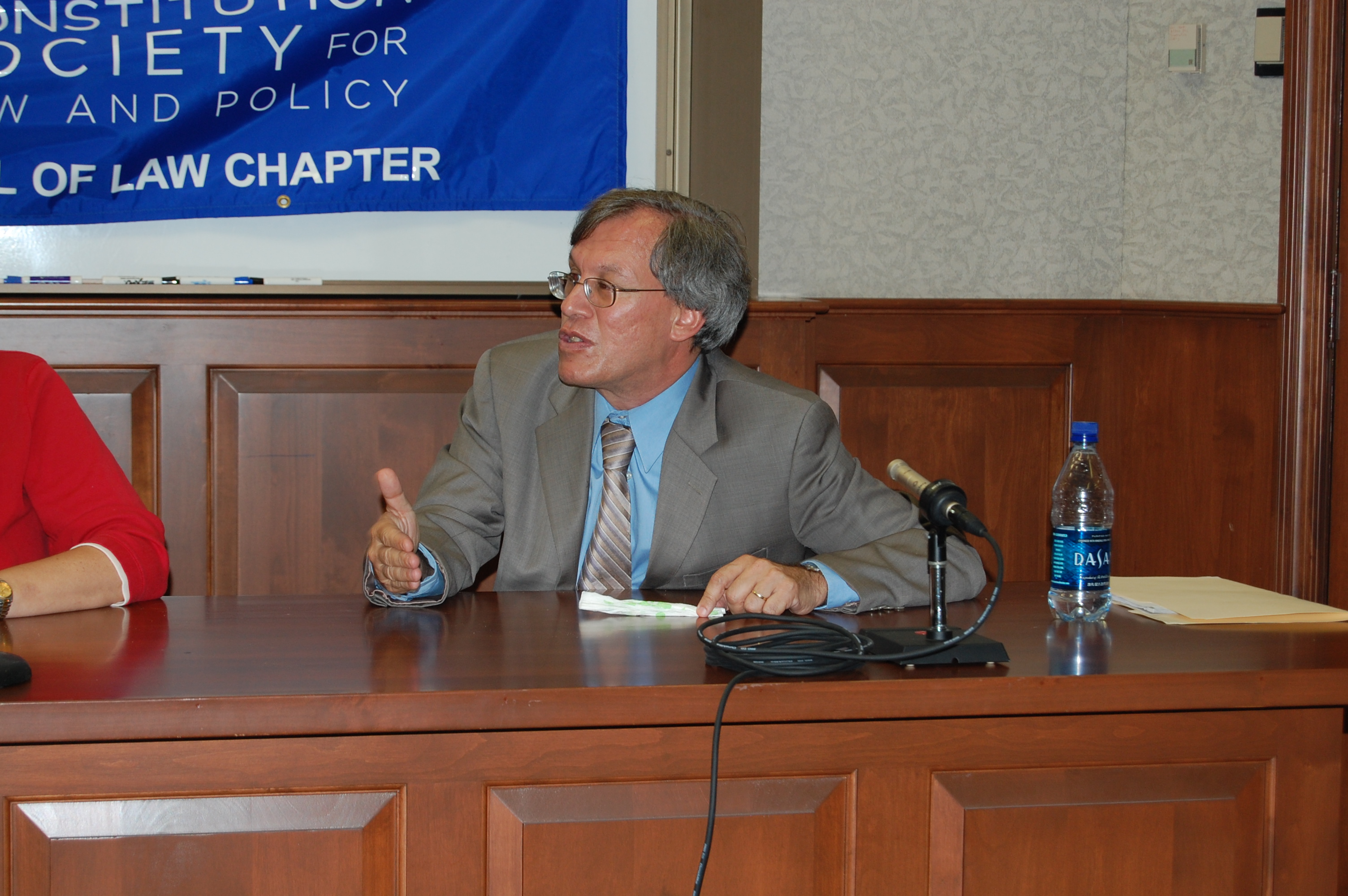
Erwin Chemerinsky pidió a la Corte Suprema de Estados Unidos que utilice la quinta enmienda para que la asignación de votos del Colegio Electoral entre los estados de Estados Unidos se base exclusivamente en la población.

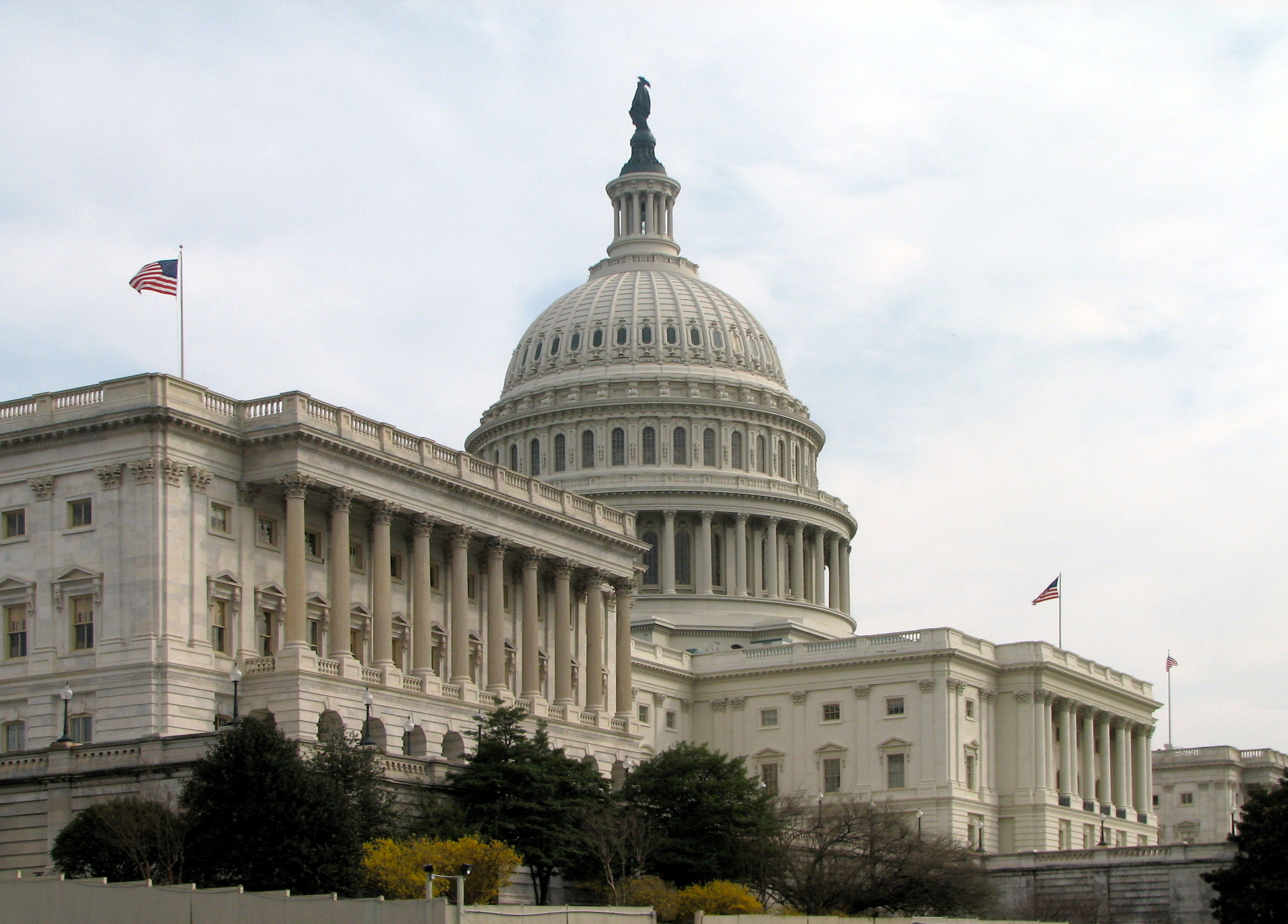
Michael Dorf especuló sobre la posibilidad de que la Corte Suprema de Estados Unidos declare inconstitucional el reparto desigual en el Senado de Estados Unidos.

En un artículo de opinión de 2016, publicado un mes después de las elecciones presidenciales estadounidenses de 2016, el profesor de derecho Erwin Chemerinsky argumentó que la Corte Suprema de los Estados Unidos debería declarar inconstitucional la asignación desigual de los votos del Colegio Electoral debido a que, en su opinión, es contraria a los principios de igualdad de protección que la Corte Suprema de los Estados Unidos había determinado en la quinta enmienda .  Chemerinsky sostiene que una parte de la Constitución de los Estados Unidos puede ser inconstitucional si entra en conflicto con algún principio de una enmienda constitucional posterior (específicamente tal como los tribunales interpretan esta enmienda). Aproximadamente al mismo tiempo que Chemerinsky publicó su artículo de opinión, en un artículo en el Huffington Post, el profesor de derecho Leon Friedman presentó un argumento similar al de Chemerinsky. 
En una publicación de blog de 2018, el profesor de derecho Michael Dorf señala que es posible (en lugar de plausible) que la Corte Suprema de los Estados Unidos utilice la doctrina de enmienda constitucional inconstitucional para eliminar el reparto desigual en el Senado de los Estados Unidos, porque viola el principio de una persona, un voto; Sin embargo, en el mismo artículo, Dorf también expresa un escepticismo extremo en cuanto a que la Corte Suprema o incluso un solo juez realmente adopte la doctrina de la enmienda constitucional inconstitucional, al menos en el corto plazo.
En un artículo de 2019, Yaniv Roznai y Tamar Hostovsky Brandes apoyaron el argumento previamente propuesto por Rosalind Dixon y David Landau y argumentaron que, dado que también se puede abusar del proceso de reemplazo constitucional, sería permisible y legítimo que los tribunales anularan los reemplazos constitucionales que son no es plenamente democráticos ni inclusivos. En otras palabras, Yoznai y Hostovsky Brandes sostienen que cuanto más se parezca el proceso de sustitución constitucional al poder constituyente secundario (a diferencia del poder constituyente primario), más legítimo sería para el poder judicial anular cualquier constitución que se haya producido mediante un proceso de sustitución constitucional.

## Críticas

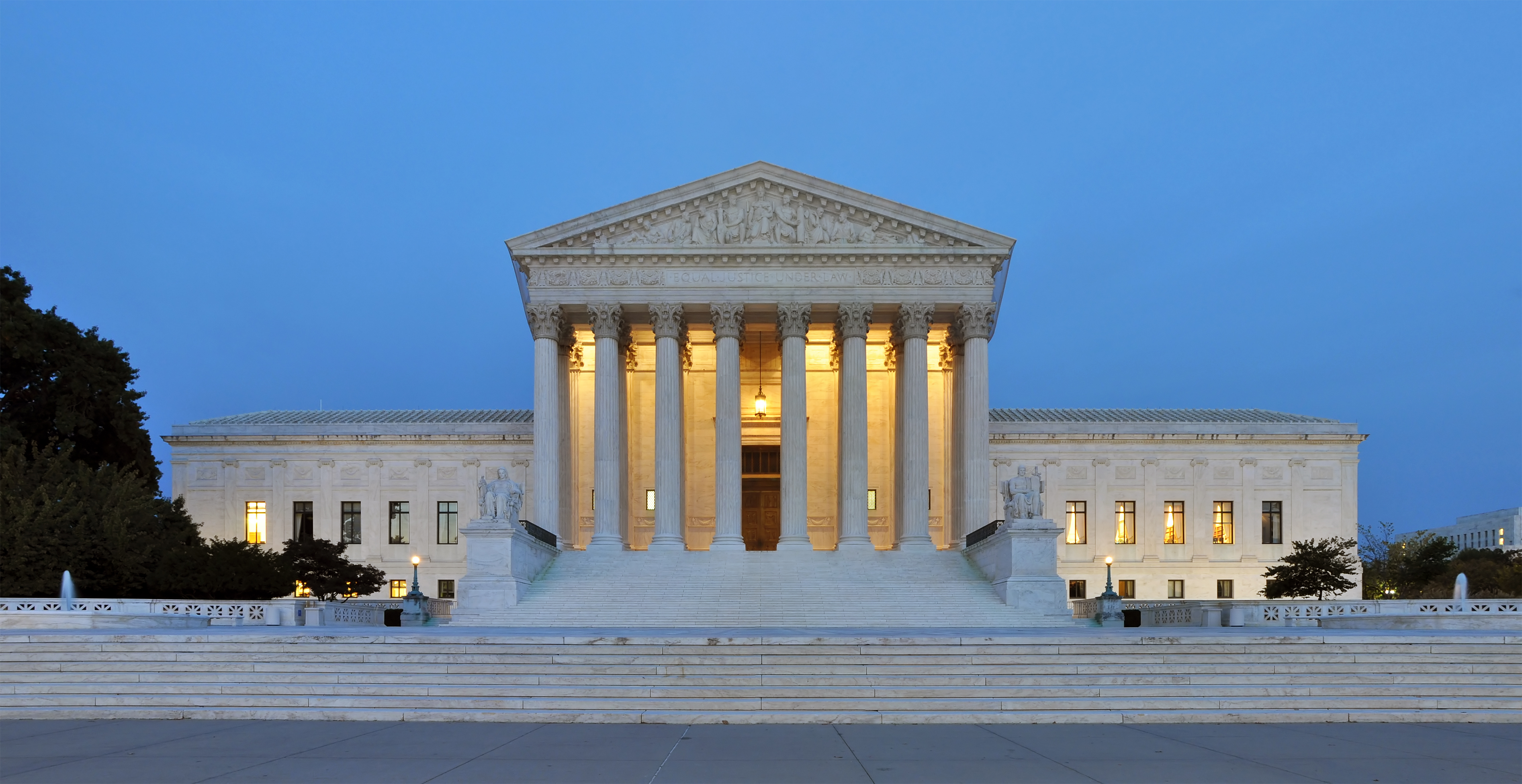
Mike Rappaport sostiene que la adopción de la doctrina de enmienda constitucional inconstitucional daría a la Corte Suprema demasiado poder y socavaría la democracia y la soberanía popular.

El jurista estadounidense Mike Rappaport critica la doctrina inconstitucional de la enmienda constitucional y sostiene que la adopción de esta doctrina en los Estados Unidos socavaría la soberanía popular porque nueve jueces no electos de la Corte Suprema con mandato vitalicio se darían a sí mismos el poder de anular la voluntad de una gran mayoría del pueblo estadounidense. Rappaport señala que hacer que la Corte Suprema adopte esta doctrina podría no siempre dar como resultado efectos que sean del agrado de los constitucionalistas pragmáticos liberales (por ejemplo, Rappaport sostiene que la Corte Suprema podría usar esta doctrina para anular una nueva enmienda constitucional que revoque el fallo de Citizens United de 2010 debido a la creencia de que esta nueva reforma entra en conflicto con la primera enmienda y la idea de libertad de expresión que ella encarna) y también insiste que tal medida por parte de la Corte Suprema obstruiría el proceso de enmienda constitucional va aún más lejos porque la gente podría dudar en esforzarse por aprobar una nueva reforma constitucional si pensaran que la Corte Suprema podría anularla y declararla inconstitucional. Rappaport también critica la tendencia en Estados Unidos a utilizar el poder judicial para lograr diversos cambios constitucionales fuera del proceso de enmienda constitucional del artículo V porque esto reduce el incentivo para aprobar y ratificar nuevas reformas constitucionales en Estados Unidos, ya que lograr cambios constitucionales a través de los tribunales es «astronómicamente más fácil» que pasar por el «extremadamente largo y engorroso» proceso descrito en el artículo V, porque convencer a cinco o más jueces de la Corte Suprema para que estén de acuerdo con la propia posición es mucho más fácil que conseguir que dos tercios del Congreso de los Estados Unidos y tres cuartos de las legislaturas estatales estén de acuerdo con la propia posición).
Mientras tanto, Conall Towe critica la doctrina de la enmienda constitucional inconstitucional  por violar dos cánones de construcción: específicamente el canon lex specialis y el expressio unius est exclusio alterius. El canon lex specialis establece que el lenguaje específico debe prevalecer sobre el lenguaje general siempre que sea posible —Towe cita una declaración del profesor Oran Doyle de que «no está permitido sobrescribir una disposición clara a favor de un espíritu amorfo que no tiene una base textual particular»—.  Específicamente, Towe utiliza un argumento que George Washington Williams utilizó anteriormente en 1928 —como en «si el poder constituyente es todopoderoso y el poder constituyente se expresa a través del texto de la constitución[,] entonces es difícil ver cómo la inenmendabilidad implícita sobre la base de la teoría del poder constituyente puede evitar [la] acusación [de que] simultáneamente ignora la constitución bajo el pretexto de defenderla»—. Por su parte, el canon expressio unius est exclusio alterius establece que la inclusión específica de una cosa en un texto o documento jurídico excluye otras cosas que no fueron mencionadas en él. Si bien Towe sostiene que se puede ignorar una lectura literal del texto constitucional en los casos en que producirá un resultado absurdo —una medida que de hecho está permitida por la doctrina del absurdo—, rechaza la idea de que los poderes de enmienda ilimitados cuidadosamente elaborados sean absurdos. Towe también cuestiona de por qué exactamente cualquier disposición constitucional se hizo explícitamente no modificable si la implícitamente no modificable es tan obvia; después de todo, si la inenmendabilidad implícita fuera realmente tan obvia, entonces no habría necesidad de hacer que ninguna disposición constitucional fuera explícitamente inenmendable. Por el contrario, si ciertas disposiciones fueran explícitamente inenmendables, Towe pregunta por qué exactamente los redactores de una constitución en particular no habrían hecho explícitamente inenmendables todas las disposiciones constitucionales que realmente querían que fueran inenmendables.
Por otra parte, Towe también critica el marco conceptual de Roznai con respecto al poder constituyente primario y al poder constituyente secundario por violar la navaja de Occam, que establece que se deben preferir las explicaciones más simples posibles para diversos fenómenos. El profesor Oran Doyle también ha criticado anteriormente la concepción de Roznai del pueblo como poder constituyente primario y del pueblo como poder constituyente secundario como entidades separadas por violar la navaja de Occam; según Doyle, es mejor pensar en el poder constituyente como una capacidad y no como una entidad.
En un artículo suyo de 1985, el profesor de derecho John R. Vile argumenta en contra de la idea de que los jueces impongan límites implícitos al poder de enmienda constitucional de los Estados Unidos por temor a que ese poder judicial pueda usarse con la misma facilidad para fines malévolos o perversos como para fines benévolos o deseables, especialmente si el texto original de una constitución particular, como el texto original de la Constitución de los Estados Unidos, no es particularmente liberal o progresista para empezar. Por ejemplo, Vile señala que una reaccionaria Corte Suprema podría haber anulado las progresistas «enmiendas de la Reconstrucción» (que abolieron la esclavitud y extendieron tanto los derechos humanos como el sufragio a los afroestadounidenses) por ser inconstitucionales y también derogar hipotéticas enmiendas progresistas que extienden la protección legal a los discapacitados, los ancianos y los no nacidos. Vile sostiene que el proceso de enmienda constitucional está destinado a servir como una «válvula de seguridad» que proporcione una vía legal para lograr un cambio constitucional —por radical y de gran alcance que sea— de modo que se pueda evitar la revolución en los Estados Unidos. También afirma que sin ninguna vía legal para lograr ciertos cambios constitucionales, el pueblo estadounidense podría sentirse obligado a provocar una revolución con la que logre los cambios deseados en el orden constitucional de su país.
En respuesta a las críticas de que la teoría de la enmienda constitucional inconstitucional bloquea el cambio constitucional, el profesor de derecho estadounidense David Landau señaló que esta teoría tiene formas de sortearla. Específicamente, Landau sostiene que los actores políticos pueden participar en un reemplazo constitucional total en respuesta a un fallo judicial que declare inconstitucional una enmienda constitucional en particular y también sostiene que los actores políticos pueden «ejercer influencia sobre los tribunales a través de nombramientos y otros instrumentos», para que los tribunales emitan fallos a favor de estos ellos. Así, Landau, junto con la profesora de derecho australiana Rosalind Dixon, sostiene que un «bajón de velocidad» es la comparación más adecuada para la doctrina de la enmienda constitucional inconstitucional y que si bien esta puede retrasar el cambio —tal vez con la esperanza de permitir que surja mientras tanto una nueva configuración política— no puede impedir permanentemente el cambio constitucional porque los actores políticos tienen soluciones alternativas (específicamente las mencionadas anteriormente) para lograr el cambio constitucional incluso frente a un poder judicial inicialmente hostil.